# 케빈 베이컨
케빈 베이컨(Kevin Bacon, 1958년 7월 8일 ~ )은 미국의 영화배우이다. 필라델피아에서 태어났다. 《JFK》, 《아폴로 13》, 《유혹의 선》 등의 영화에 출연했으며, 1988년 배우 키라 세즈윅과 결혼했다.

## 출연 작품
케빈 베이컨은 미국의 유명한 드라마 시리즈인 가이딩 라이트와 Search for Tomorrow에도 출연했다.
- R.I.P.D.: 알.아이.피.디. - 바비 헤이스 역
- 더 다크니스 - 피터 테일러 역
- 아이 러브 딕
- 주홍글씨: 나의 소녀 성장기
- 더 히든
- 가디언즈 오브 갤럭시 홀리데이 스페셜 - 케빈 베이컨 역
- 리브 더 월드 비하인드 - 대니 역
- 비버리 힐스 캅: 액셀 F - 그랜트 역